# Saint-Ouen-la-Rouërie
Saint-Ouen-la-Rouërie foi uma comuna francesa na região administrativa da Bretanha, no departamento Ille-et-Vilaine. Estendia-se por uma área de 21,16 km². Em 2010 a comuna tinha 792 habitantes (densidade: 37,4 hab./km²).
Em 1 de janeiro de 2019, passou a formar parte da nova comuna de Val-Couesnon.